# Paolo Villaggio
Paolo Villaggio (Gênova, 30 de dezembro de 1932 - Roma, 3 de julho de 2017) foi um ator cômico italiano e diretor de teatro. Entre seus personagens, o mais conhecido é Ugo Fantozzi, um engenheiro atrapalhado.
Trabalhou em diversos filmes famosos do cinema italiano, entre eles Brancaleone alle Crociate (1970), de Mario Monicelli.

## Filmografia parcial
- Eat It (1968) de Francesco Casaretti
- Il terribile ispettore (1969) de Mario Amendola
- I quattro del pater noster (1969) de Ruggero Deodato
- Pensando a te (1969) de Aldo Grimaldi
- Brancaleone alle crociate (1970) de Mario Monicelli
- La torta in cielo (1970) de Lino Del Fra
- Senza famiglia, nullatenenti cercano affetto (1972) dei Vittorio Gassman
- Beati i ricchi (1972) de Salvatore Samperi
- Che c'entriamo noi con la rivoluzione? (1972) de Sergio Corbucci
- Non toccare la donna bianca (1974) de Marco Ferreri
- Sistemo l'America e torno (1974) de Nanni Loy
- Alla mia cara mamma nel giorno del suo compleanno (1974) de Luciano Salce
- Di che segno sei? (1975) de Sergio Corbucci
- La mazurka del barone, della santa e del fico fiorone (1975) de Pupi Avati
- Fantozzi (1975) de Luciano Salce
- Signore e signori, buonanotte (1976) de Luigi Comencini, Luigi Magni, Nanni Loy, Ettore Scola, Mario Monicelli
- Il secondo tragico Fantozzi (1976) de Luciano Salce
- Quelle strane occasioni (1976) - episódio "Italian Superman" de Nanni Loy
- Il signor Robinson, mostruosa storia d'amore e d'avventure (1976) de Sergio Corbucci
- Il... Belpaese (1977) de Luciano Salce
- Tre tigri contro tre tigri (1977) de Sergio Corbucci e Steno
- Quando c'era lui... caro lei! (1978) de Giancarlo Santi
- Dove vai in vacanza? (1978) - episódio "Sì buana" de Luciano Salce
- Professor Kranz tedesco di Germania (1978) regia di Luciano Salce
- Io tigro, tu tigri, egli tigra (1978) de Giorgio Capitani
- Rag. Arturo De Fanti, bancario precario (1979) de Luciano Salce
- Dottor Jekyll e gentile signora (1979) de Steno
- Fantozzi contro tutti (1980) de Paolo Villaggio e Neri Parenti
- La locandiera (1980) de Paolo Cavara
- Il turno, de Tonino Cervi (1981)
- Fracchia/La Belva Umana (1981) de Neri Parenti
- Pappa e ciccia (1982) de Neri Parenti
- Bonnie e Clyde all'italiana (1982) de Steno
- Sogni mostruosamente proibiti (1982) de Neri Parenti
- Fantozzi subisce ancora (1983) de Neri Parenti
- A tu per tu (1984) de Sergio Corbucci
- I pompieri (1985) de Neri Parenti
- Fracchia contro Dracula (1985) de Neri Parenti
- Grandi magazzini (1986) de Castellano & Pipolo
- Scuola di ladri (1986) de Neri Parenti
- Superfantozzi (1986) de Neri Parenti
- Roba da ricchi (1987) de Sergio Corbucci
- Rimini Rimini (1987) de Sergio Corbucci
- Missione eroica - I pompieri 2 (1987) de Giorgio Capitani
- Scuola di ladri - Parte seconda (1987) de Neri Parenti
- Com'è dura l'avventura (1988) de Flavio Mogherini
- Il volpone (1988) de Maurizio Ponzi
- Fantozzi va in pensione (1988) de Neri Parenti
- Ho vinto la lotteria di capodanno (1989) de Neri Parenti
- Le comiche (1990) de Neri Parenti
- Fantozzi alla riscossa (1990) de Neri Parenti
- La voce della Luna (1990) de Federico Fellini
- Le comiche 2 (1991) de Neri Parenti
- Io speriamo che me la cavo (1992) de Lina Wertmuller
- Il segreto del bosco vecchio (1993) de Ermanno Olmi
- Fantozzi in paradiso (1993) de Neri Parenti
- Cari fottutissimi amici (1994) de Mario Monicelli
- Le nuove comiche (1994) de Neri Parenti
- Io no spik inglish (1995) de Carlo Vanzina
- Camerieri (1995) de Leone Pompucci
- Palla di neve (1995) de Maurizio Nichetti
- Fantozzi - Il ritorno (1996) de Neri Parenti
- Banzai (1997) de Carlo Vanzina
- Un bugiardo in paradiso (1998) de Enrico Oldoini
- Fantozzi 2000 - La clonazione (1999) de Domenico Saverni
- Azzurro (2000) de Denis Rabaglia
- Denti (2000) de Gabriele Salvatores
- Heidi (2001) de Markus Imboden
- San Giovanni - L'apocalisse (2002) de Raffaele Mertes
- InvaXon - Alieni in Liguria (2004) de Enzo Pirrone e Massimo Morini
- Gas (2005) de Luciano Melchionna
- Hermano (2007) de Giovanni Robbiano
- Liolà (2007) de Gabriele Lavia
- Torno a vivere da solo (2008) de Jerry Calà
- Questione di cuore (2009) de Francesca Archibugi
- Generazione mille euro (2009) de Massimo Venier